# Rolemaster

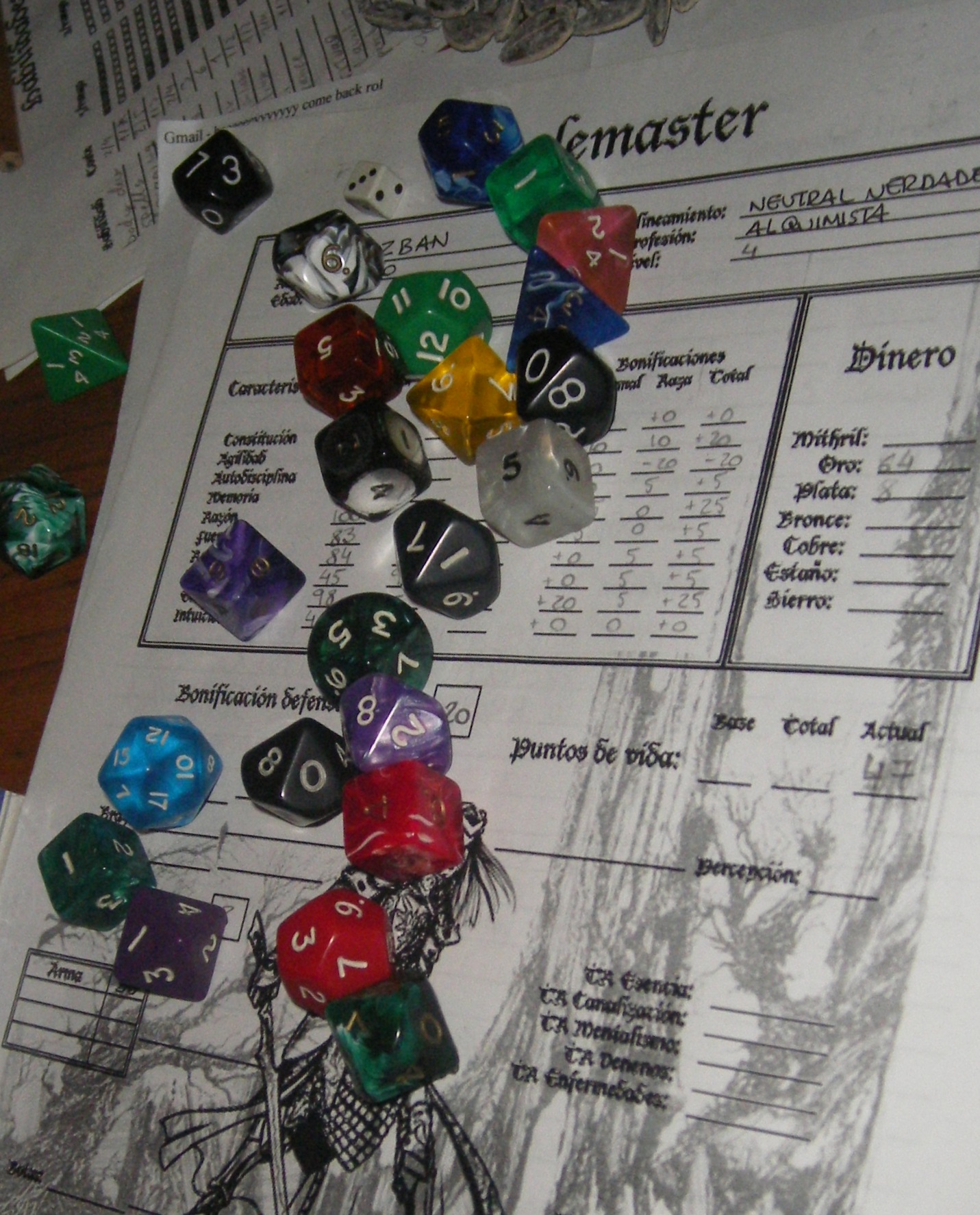
Hoja de personaje y dados del juego de rol Rolemaster

Rolemaster es un juego de rol creado por ICE (Iron Crown Enterprises) en 1980. Fue uno de los primeros sistemas de juego genéricos, es decir que no estaba basado en ningún universo en particular sino que simplemente proveía un conjunto coherente de reglas adaptables a cualquier tipo de universo fantástico que los jugadores pudiesen crear. Además, el juego incluía un sistema de juego basado en tiradas de dados de cien. Rolemaster fue concebido por sus diseñadores con la idea de ser un sistema modular, a fin de que los usuarios utilizasen sólo la parte que ellos quisieran.

## Historia
En un principio se editaron tres libros de reglas básicos: Manual de Personajes y Campañas (Character & Campaign Law), Manual de Combate (Combat Law), y Manual de Hechizos (Spell Law). Rolemaster es conocido también como chartmaster por el número de tablas que incluye[cita requerida]. Se puede decir que intenta ser un sistema más simulacionista y realista que otros, exhaustivo en sus reglas para reflejar el mundo real, y que da libertad a los personajes para aprender múltiples habilidades, algo criticable de muchos otros juegos, llenos de arbitrariedades e imposiciones injustas.[cita requerida]
Tras varios años en el mercado, ICE publicó una versión resumida de este sistema diseñada específicamente para jugar en la Tierra Media de Tolkien, MERP (Middle Earth Role Playing), conocido en España como El Señor de los Anillos, el juego de rol de la Tierra Media, así como varios añadidos que, manteniendo la estructura básica de Rolemaster, permitían jugar en diferentes entornos (ciberpunk, ópera espacial y otros).
Ya en los años 90 ICE publicó una revisión del sistema llamada Rolemaster Standard System (RMSS), con muchos cambios en la creación de personajes, pero conservando la base de 1D100+bono de habilidad. Este sistema fue revisado ligeramente con el fin de producir un libro que incluyese todo el juego, huyendo de la modularidad que les había caracterizado hasta entonces.[cita requerida] El resultado se llamó Rolemaster Fantasy Roleplaying Game (RMF, publicado como Rolemaster Fantasía en España). Contenía menos tablas de ataque, agrupadas por tipo de armas, y las listas de magia solo llegaban hasta el nivel 10.
El sistema Rolemaster de los años 90, tenía un sistema más exhaustivo de creación de personajes, no basado en atributos de la adolescencia. Cada jugador elegía sus propias habilidades respecto a su propia historia personal. Para Rolemaster se preparó además un universo de ficción propio, el escenario de campaña conocido como Shadow World (cuya cuarta edición fue traducida al castellano en 2003 como Mundo de las Sombras), con toda una serie de campañas y suplementos (los así llamados companions) que detallaban su geografía, su historia, culturas, idiomas, etc. Otros universos ficticios han sido creados posteriormente para Rolemaster, como Aredia, un escenario de campaña amateur.
Con el tiempo fueron apareciendo companions que añadían más reglas y muchas más profesiones para lograr mejor efecto y realismo en sus aventuras. Comenzando por Rolemaster Companion I, se llegó hasta el número VII. Sin embargo, la cantidad de tablas y libros que suponían todos estos companions hacían muy difícil un control absoluto sobre todos ellos, dejando al director de juego y los jugadores la decisión sobre las reglas utilizadas en cada partida.
Al ir avanzando en el tiempo se continuó completando la oferta de accesorios existente en torno Rolemaster, de los que se puede citar principalmente los tres libros de la serie Criaturas y tesoros, que aportaban muchos más adversarios (monstruos, animales fantásticos, elementales y demás) para los jugadores, así como diferentes artefactos encantados (tesoros y objetos). En español únicamente se publicó el primero de estos tres libros.
En 2007, ICE publicó una versión simplificada de las reglas de RoleMaster denominada Rolemaster Express. Conocedores de la empinada curva de aprendizaje que supone RoleMaster para mucho jugadores y con el ánimo de abaratar costes, Rolemaster Express pretende proporcionar  una experiencia de juego equivalente a RoleMaster en un paquete de reglas más sencillo y compacto.

## Suplementos
También se editaron suplementos que apoyaban al manual básico de armas y combate, entre ellos:
- 10 Million Ways to Die
- Arms Companion
- Martial Arts Companion
- Sea Law: batallas navales a gran escala
- War Law: batallas terrestres a gran escala
- Shadow World Fantasy Weapons
- Weapon Law - Firearms: Tablas y reglamento para poder disfrutar en el juego de cualquier arma de fuego, desde el Renacimiento hasta la Era Moderna.
- Gamemaster Law: Recomendaciones y ayudas al Director de Juego
- Rolemaster Annual I & II: Dos libros con actualizaciones de reglas para RMSS
- Character Records: Generación personalizada de personajes por profesiones

Igualmente, existían también suplementos de magia para apoyar al manual de hechizos:
- Elemental Companion: magia de los elementos, magia natural
- Fire & Ice: ampliación al companion elemental
- Channeling Companion: canalización, magia divina proveniente de los dioses
- Essence Companion: magia proveniente de la esencia de todas las cosas
- Mentalism Companion: magia mental, proveniente de la mente de uno mismo
- Spell Users Companion: magia para todo tipo de realizadores de hechizos
- Companion Arcano: magia antigua de los tiempos en que los tres tipos de magia eran uno solo
- Alchemy companion: magia alquímica para poder implantarla en objetos, así como tablas de investigación de hechizos y de creación de objetos

En cuanto a los libros de ambientaciones en épocas o periodos históricos determinados pueden citarse los siguientes, cada uno de ellos bastante auto-explicativo. Introducían algunas nuevas profesiones y datos históricos correspondientes al entorno en el que se ambientan.:
- Los Mosqueteros
- Arabian Nights
- Oriental Companion
- Vikings
- Shades of Darkness
- Nightmares of Mine: Gérero de Horror en cualquier época
- Out Law: Aventuras en el Oeste Americano
- Robin Hood
- Black Ops: Operaciones encubiertas en la actualidad
- Pulp Adventures: Para resolver escenas dramáticas de persecuciones
- ...and a 10-Foot Pole: Libro de equipamiento para cualquier época
- Mythic Greece

Por último, existían varios libros más sobre diversos temas:
- Races & Cultures
- Underground Races
- Castles & Ruins: vida medieval alrededor del sistema feudal y el castillo del señor noble
- Heroes & Rogues: manual con personajes creados y listos para jugar, con varios niveles
- School of Hard Knocks: más material sobre las artes marciales y el combate

Por último, es necesario citar la versión espacial de Rolemaster: Spacemaster. Compatible con todos los libros publicados, y además la nueva ambientación futurista también podían ser combinada con las anteriores publicaciones. La única característica diferente que aportaban (aparte del nuevo armamento futurista y vehículos) era un nuevo tipo de magia, la magia psiónica, una fuerza que proviene de la autodisciplina. Algunos de sus companions fueron: Star Strike, Cyber Space, Vessel Compendium I y Vessel Compendium II, Aliens & Artifacts, Armored Assault, Spacemaster Companion I, War on a Distant Moon, Tech Law y Future Law.
De igual forma existían diversos libros ambientados en el citado «Mundo de las Sombras» (como Kulthea, Emer...).

## Ediciones en castellano
La editorial barcelonesa Joc Internacional tuvo los derechos de publicación de Rolemaster en España durante los años 90 y tradujo y publicó en 1993 sus tres manuales de reglas, además de algunos suplementos. La editorial La Factoría de Ideas los obtuvo después de que Joc Internacional firmara su balance de cierre en 1998 y publicó el juego en 1999. Sin embargo no reeditó la misma versión que Joc Internacional, sino que publicó Rolemaster Fantasía (Rolemaster Fantasy Roleplaying). Rolemaster Standard System no fue publicado en castellano.